# Mårten Castenfors

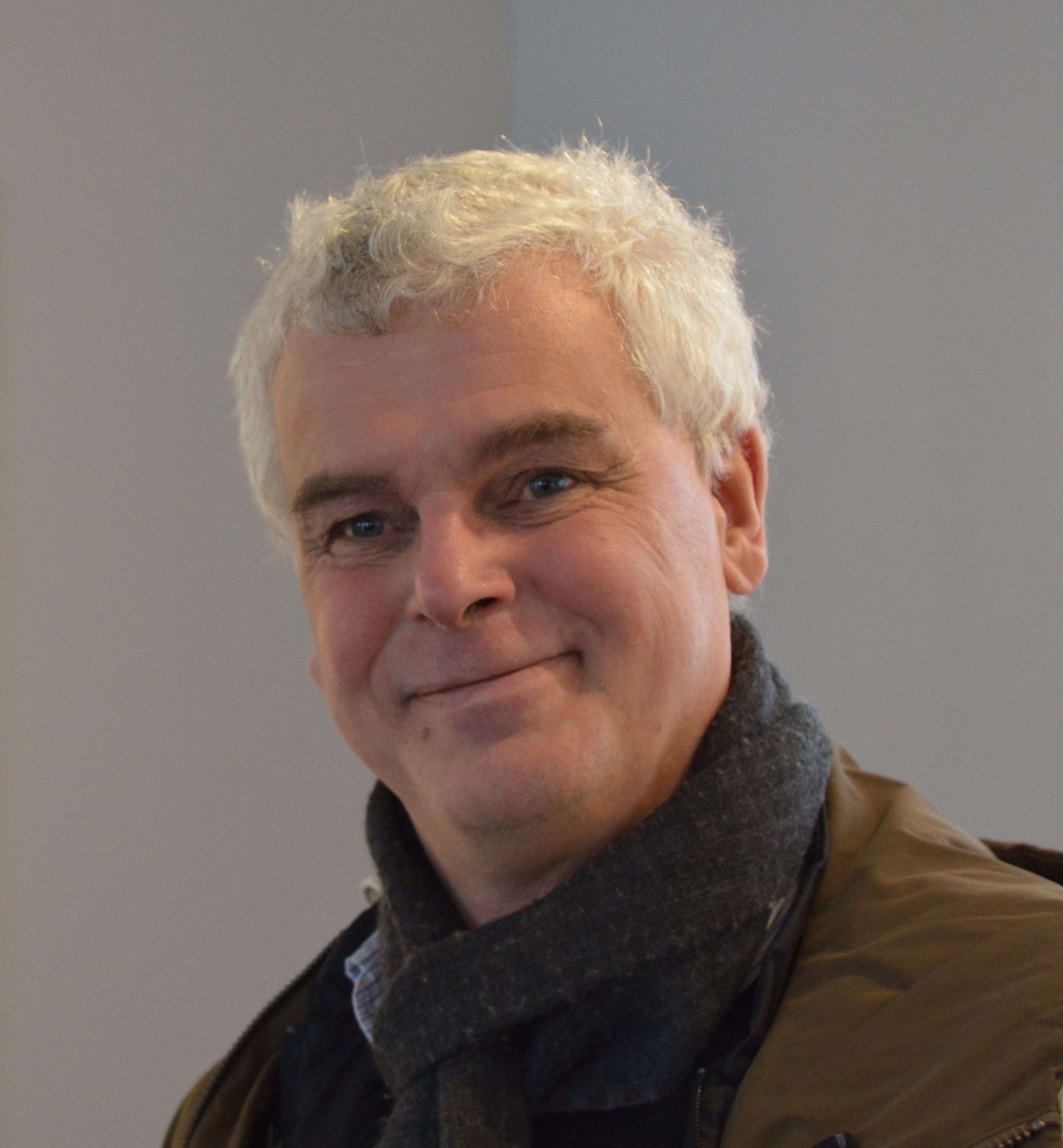
Mårten Castenfors (2016)

Mårten Gunnar Castenfors, född 1 januari 1959, är en svensk konstkritiker och museiman.
Mårten Castenfors är uppvuxen i Stockholm och Lidingö. Han har under 15 år varit konstkritiker på Göteborgsposten och Svenska Dagbladet samt varit chef på sekretariatet på Sveriges Allmänna Konstförening. Han är chef för Stockholm Konst vid Stockholm stads kulturförvaltning och mellan 2008 och 2023 också chef för den kommunala Liljevalchs konsthall i Stockholm.
Mårten Castenfors är gift med konstnären Maria Hall.